# Manfred Stübchen
Manfred Stübchen (geb. 18. Mai 1928, verst. April 2021) war ein deutscher  Funktionär der DDR-Blockpartei DBD. Er war Vorsitzender des Bezirksvorstandes Gera der DBD.

## Leben
Stübchen war als Klempner, Installateur und Pflanzenschutztechniker tätig. Er qualifizierte sich zum Staatlich geprüften Landwirt. 1948 trat er der Demokratischen Bauernpartei Deutschlands (DBD) bei und übte verschiedene Funktionen in der DBD aus: So war er zeitweise Vorsitzender der Kreisverbandes Arnstadt der DBD, dann Bezirkssekretär der DBD in Erfurt und Gera. 1968 wurde Stübchen zum Vorsitzenden des Bezirksvorstandes Gera der DBD gewählt und hatte diese Funktion bis 1989 inne. Ab 1971 war er Abgeordneter des Bezirkstages Gera.
Stübchen war ab Mai 1968 (VIII. Parteitag) auch Mitglied des Parteivorstandes der DBD.

## Auszeichnungen
- Vaterländischer Verdienstorden in Bronze (1969) und in Silber (1977)[2]